# Adolfo Bonilla
Adolfo Bonilla y San Martín (født 27. september 1875 i Madrid, død 17. januar 1926 sammesteds) var en spansk forfatter.
Bonilla blev professor i filosofi ved Madrids Universitet 1905. Han var discipel af Marcelino Menéndez Pelayo og brugte pseudonymet El bachiller Mantuano under mange artikler i "La revista contemporanea", "La España moderna" med flere tidsskrifter. Disse artikler behandler filosofiska, litteraturhistoriske og juridiske emner. I 1915 opsatte Bonilla tidsskriften "La revista critica hispano-americana". Sammen med Julio Puyol skrev Bonilla den historiske roman La hosteria de Cantillana (1902).